# 謝肇淛
謝肇（1567年7月29日—1624年10月23日），字在杭，號武林、小草齋主人，晚號山水勞人，福建布政使司福州府長樂縣人。明朝政治人物、作家，同進士出身。

## 生平
隆慶元年（1567年）生於浙江布政使司杭州府錢塘縣，自幼聪颖，早年与徐熥、徐、曹学佺等结社，萬曆十六年（1588年）福建乡试第二十六名举人，二十年（1592年）登壬辰科三甲十名進士，户部觀政，六月授任湖州府推官，二十六年考察調簡，二十七年補東昌府推官，三十三年升南京刑部主事，調南兵部職方司主事，三十七年調工部主事，管節慎庫，四十年升屯田司员外郎，管重城，升郎中，管張秋北河，四十六年七月升云南布政司右参政，天啟元年（1621年）二月升任广西按察使，三年三月升本省右布政使，四月官至廣西左布政使。天啟四年（1624年）入覲，是年十月二十三日病卒于萍鄉官舍。

## 著作
謝肇淛曾奉詔治理河道，一年有成，并將治河經驗写成《北河纪略》。撰《五雜俎》十六卷，多記風物掌故。另著有《文海披沙》、《文海披沙摘錄》、《小草齋集》、《滇略》等。

## 墓葬
謝肇淛墓在福建省福州市長樂區營前街道下洋村大象山麓，现为福建省文物保护单位。

## 杂谈
王渔洋《池北偶談》载其中举前遇到女鬼请求其申冤之奇事。

## 軼事
謝肇淛曾向袁宏道借抄《金瓶梅》，但久未將《金瓶梅》歸還給袁宏道。

## 家族
曾祖謝廷统。祖父謝浩。父謝汝韶，舉人，吉府左長史。

## 外部連結
- 利瑪竇與謝肇淛（页面存档备份，存于）
- 谢肇淛任职聊城考略（页面存档备份，存于）